# Severovo
Severovo (en serbe cyrillique : Северово) est un village de Serbie situé dans la municipalité d'Arilje, district de Zlatibor. Au recensement de 2011, il comptait 226 habitants.

## Démographie

### Évolution historique de la population
| 1948 | 1953 | 1961 | 1971 | 1981 | 1991 | 2002 | 2011 |
| ---- | ---- | ---- | ---- | ---- | ---- | ---- | ---- |
| 728  | 761  | 780  | 603  | 494  | 403  | 294  | 226  |

|  |

## Tourisme

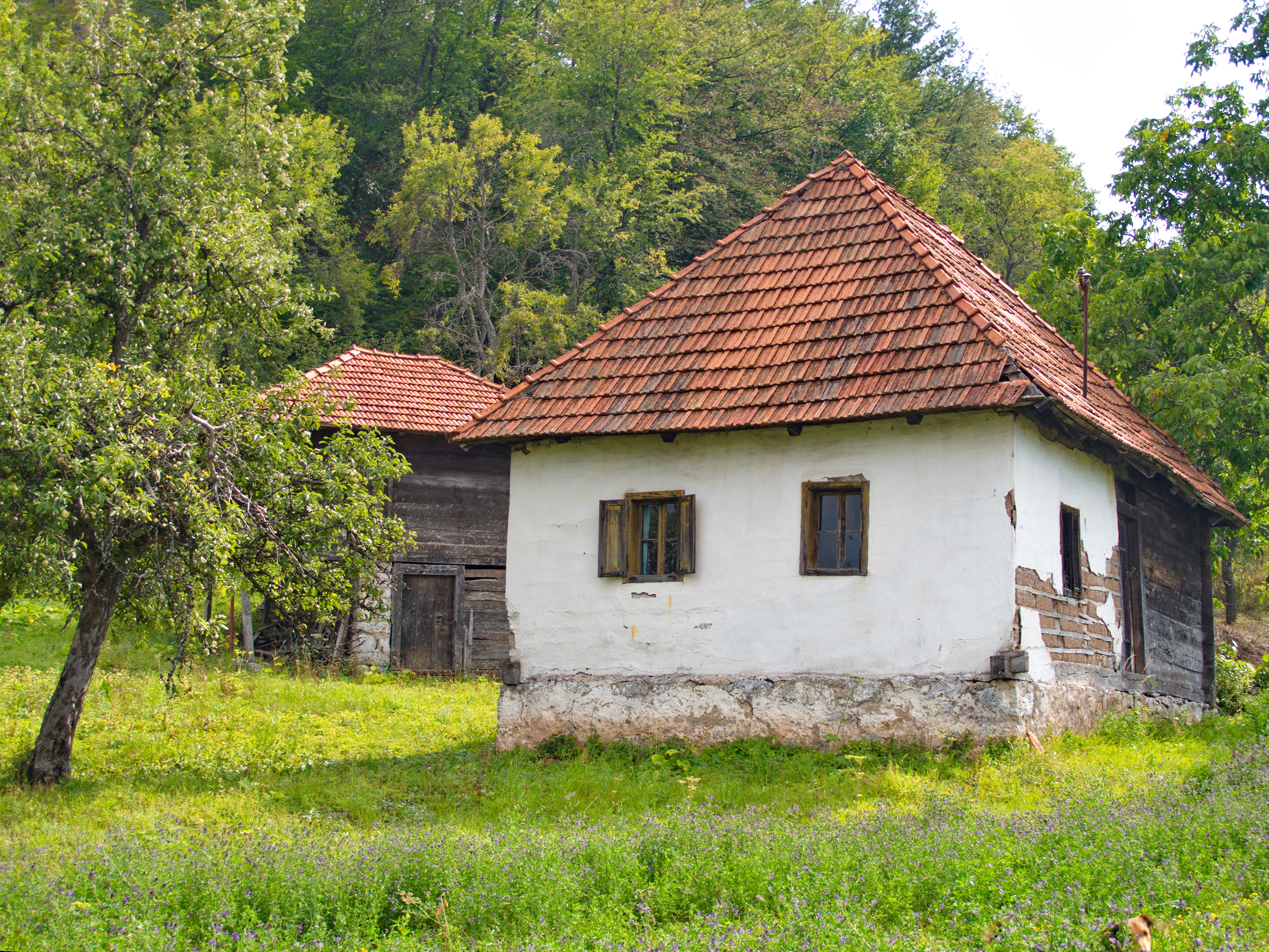
Maison ancienne et ambar (grenier)
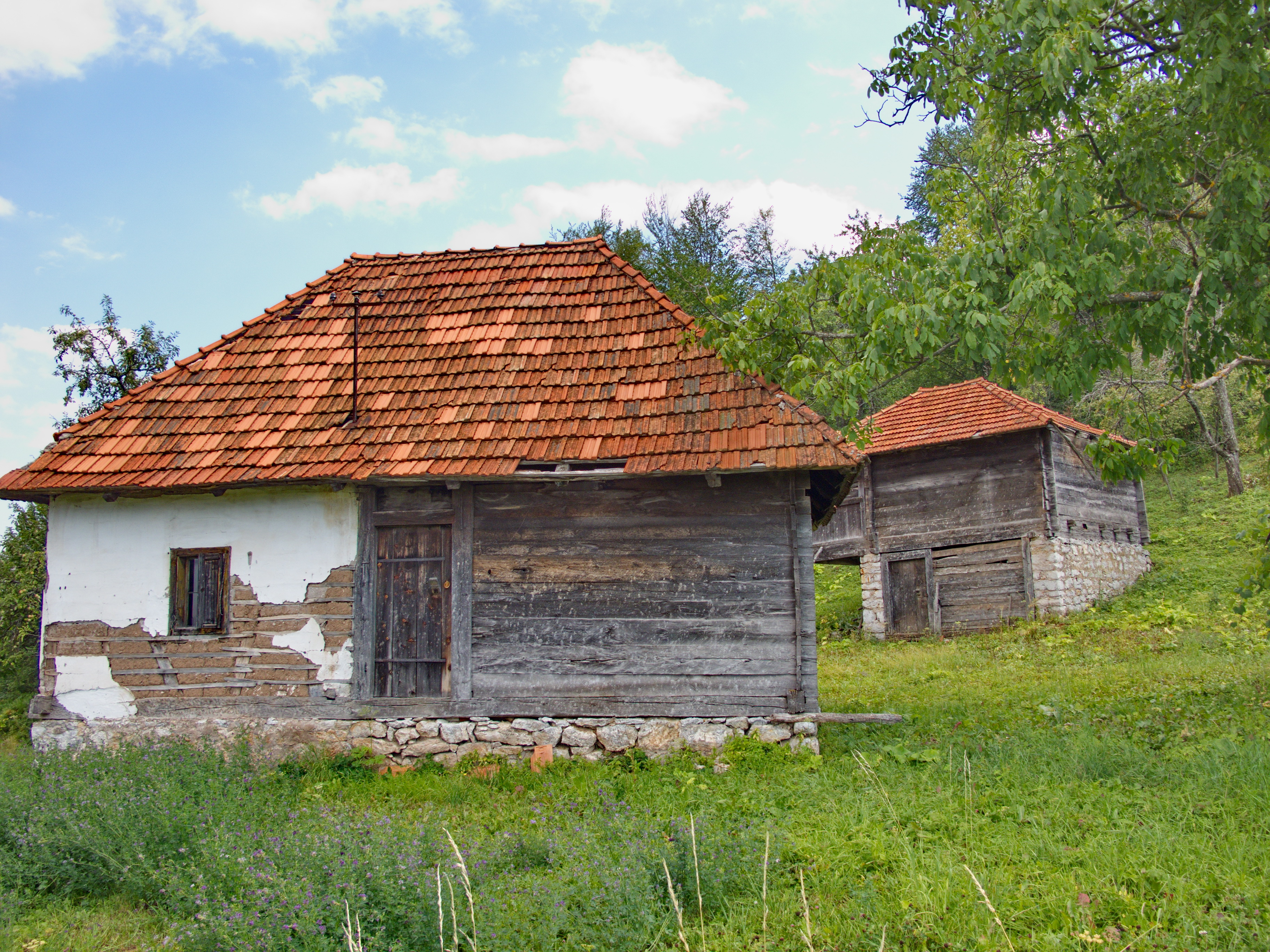
Cour de ferme
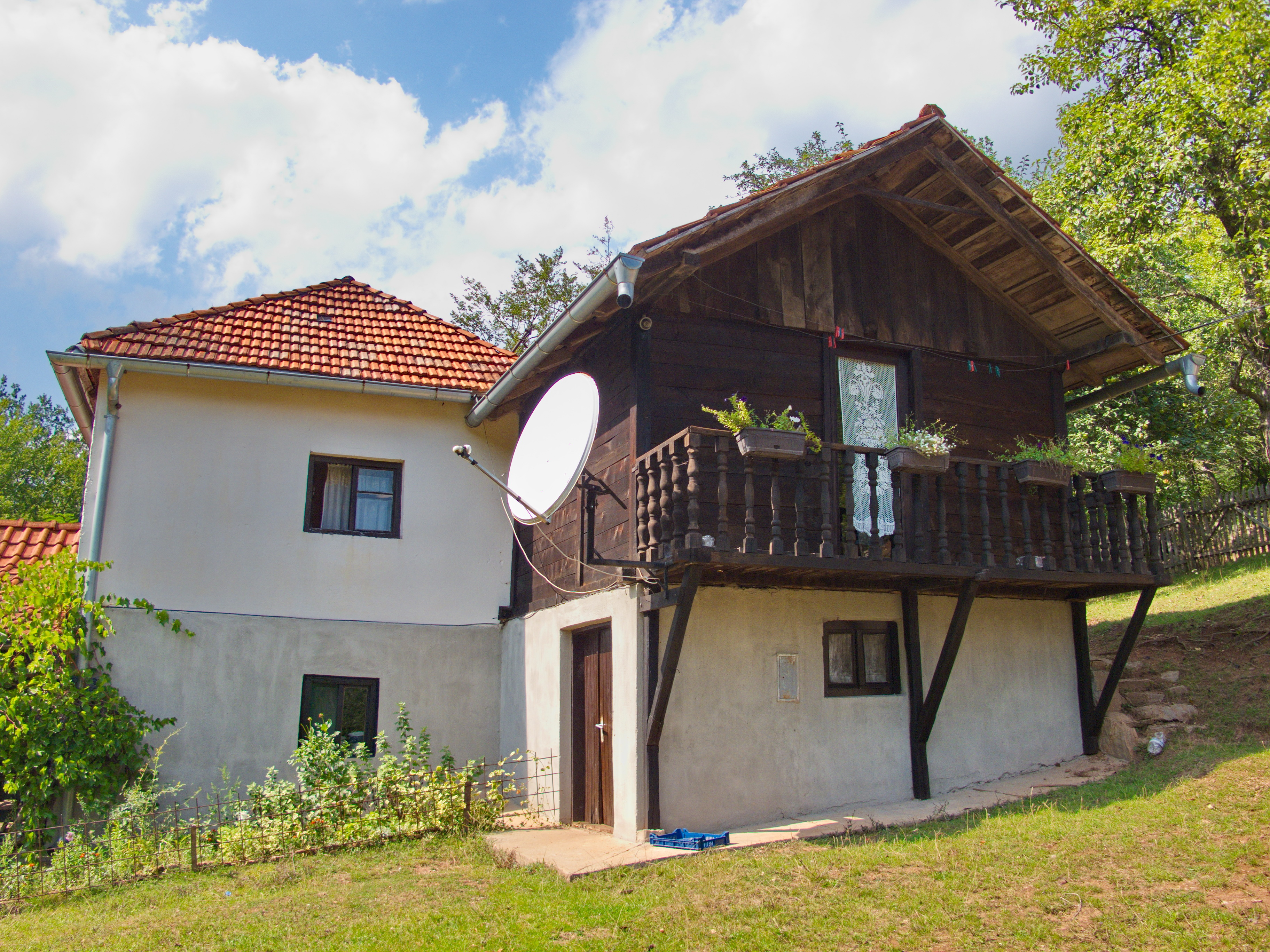
Maison traditionnelle